# Pic Tyndall
Il Pic Tyndall (4.241 m s.l.m.) è una elevazione delle Alpi del Weisshorn e del Cervino, nelle Alpi Pennine, che emerge dal corpo principale del Cervino stesso.

## Descrizione
Il Pic Tyndall, per la sua scarsa prominenza non viene considerata una vetta separata ma come anticima del Cervino. Non è quindi inserito tra i 4000 delle Alpi. Il Pic Tyndall si trova lungo la via normale italiana al Cervino che si svolge lungo la cosiddetta Cresta del Leone.

## La prima ascensione
La vetta fu raggiunta per la prima volta da John Tyndall, Jean-Antoine Carrel e due guide nel 1862 nei vari tentativi di ascesa al Cervino.

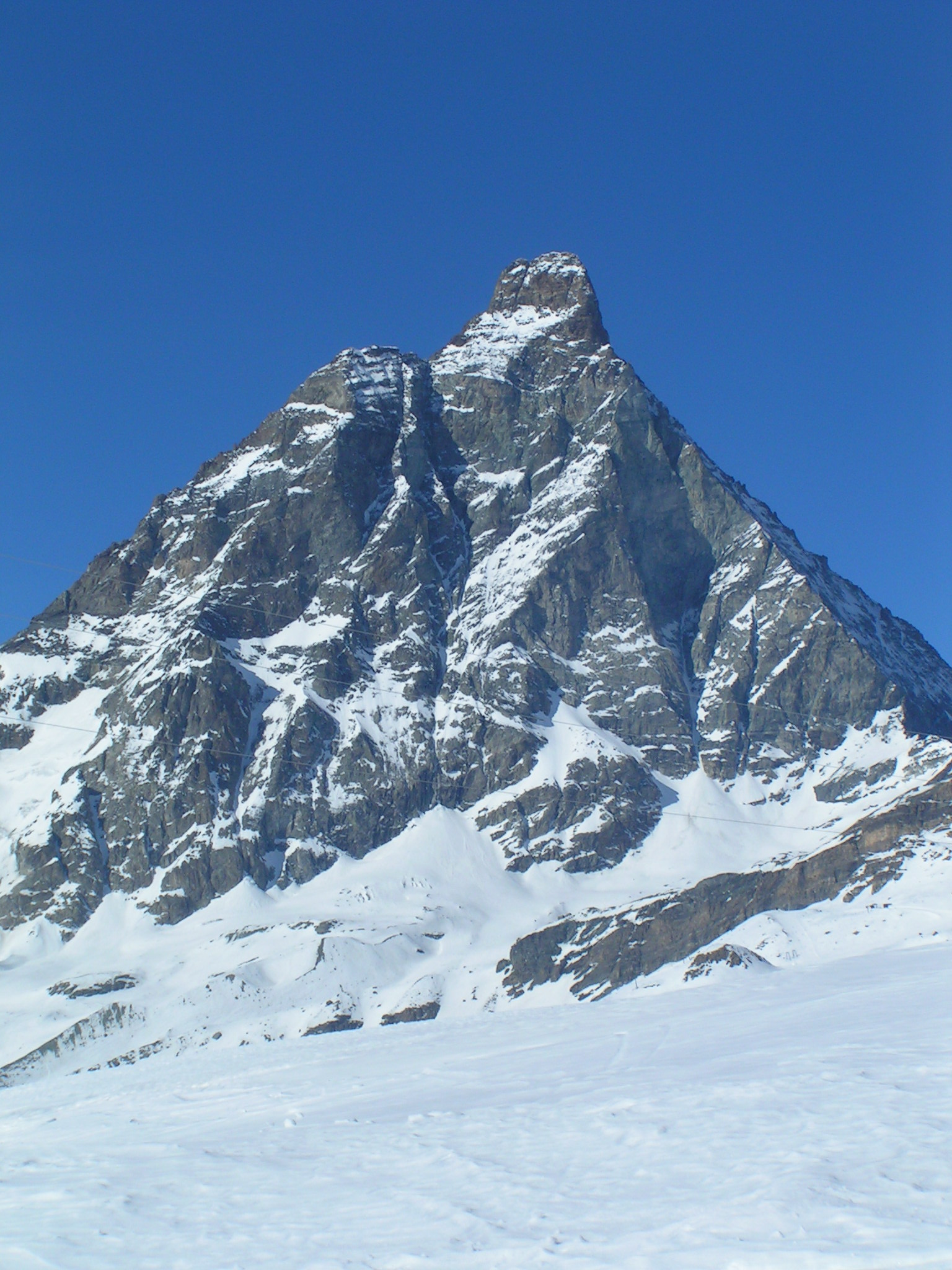
Versante italiano del Cervino. Il Pic Tyndall si nota sulla sinistra.